# Cytherea dichroma
Cytherea dichroma är en tvåvingeart som beskrevs av Paramonov 1930. Cytherea dichroma ingår i släktet Cytherea och familjen svävflugor. Inga underarter finns listade i Catalogue of Life.